# Nigel Andrews
Nigel Andrews (n. 3 aprilie 1947) este un critic de film britanic cunoscut mai ales pentru că a fost o lungă perioadă critic principal de film al ziarului Financial Times.

## Biografie
După absolvirea Universității Cambridge, Andrews și-a început cariera profesională, lucrând ca redactor al seriei de cărți Cinema One a British Film Institute și pe post de critic de film al publicațiilor Sight &amp; Sound și Monthly Film Bulletin. A contribuit pentru prima dată la Financial Times la 12 mai 1972 și a devenit recenzent săptămânal obișnuit din 23 martie 1973. A scris cărți despre John Travolta, Arnold Schwarzenegger și filmul Fălci (1975). Pe 20 decembrie 2019, ziarul Financial Times a anunțat că Andrews va renunța la postul de critic săptămânal de film după o activitate de 46 de ani.
În anii 1985 și 2002 Andrews a obținut premiul pentru criticul britanic al anului decernat la galele British Press Awards.
Andrews a participat la sondajul criticilor Sight & Sound din 2012, enumerând cele zece filme preferate ale sale: Aguirre, The Wrath of God, Annie Hall, Cetățeanul Kane, Nașul: Partea a II-a, Hour of the Wolf, Melancholia, Spirited Away, Uncle Boonmee Who Can Recall His Past Lives, Vertigo și The Wild Bunch.

## Cărți
- Horror films (Gallery Books, New York, 1985)
- True Myths of Arnold Schwarzenegger: The Life and Times of Arnold Schwarzenegger, from Pumping Iron to Governor of California (Bloomsbury, Londra, 1995, rev. 2003)
- Travolta: The Life (Bloomsbury Pub., New York, 1998)
- "Jaws": The Ultimate A-Z (Bloomsbury Pub., New York, 1999)

## Legături externe
- Nigel Andrews - Financial Times
- Nigel Andrews la Internet Movie Database